# Maripá
Maripá là một đô thị thuộc bang Paraná, Brasil. Đô thị này có diện tích 283,802 km², dân số năm 2007 là 5698 người, mật độ 19,4 người/km².